# Fachschule (Bundeswehr)
Fachschulen der Bundeswehr (FSBw) bilden Soldaten der Bundeswehr im Rahmen ihrer militärischen Ausbildung aus und führen zu zivilen Berufsabschlüssen einer deutschen Fachschule.
Die Fachschulen sind nicht zu verwechseln mit den Bundeswehrfachschulen des Organisationsbereichs Personal, die Soldaten auf Zeit zum Dienstzeitende als Maßnahme des Berufsförderungsdienstes Bildung für den Übergangs ins zivile Erwerbsleben vermitteln.
Nach bestandener Abschlussprüfung erhalten die Absolventen beispielsweise einen anerkannten Abschluss als staatlich geprüfter Betriebswirt, staatlich geprüfter Techniker oder Handwerksmeister im Kfz-Technikerhandwerk, die gemäß dem Deutschen und Europäischen Qualifikationsrahmen dem Niveau 6 entsprechen. Auch ein Abschluss als Beton- und Stahlbetonbauer sowie als Elektrotechniker, Informationstechniker oder zum technischen Assistenten für Informatik  kann erworben werden.
Die Fachschulen sind häufig keine eigenständigen Dienststellen, sondern Teil anderer Ausbildungseinrichtungen der Bundeswehr. Von den heute bestehenden vier Fachschulen ist nur die Fachschule der Luftwaffe eine eigene Dienststelle.

## Liste
Aktuell bestehen folgende Fachschulen der Bundeswehr:
| Bezeichnung                                       | Abkürzung | Standort      | Liegenschaft                  | Teil von                     | Organisationsbereich        | Aufstellung  |
| ------------------------------------------------- | --------- | ------------- | ----------------------------- | ---------------------------- | --------------------------- | ------------ |
| Fachschule der Luftwaffe                          | FSLw      | Faßberg       | Fliegerhorst Faßberg          | –                            | Luftwaffe                   | 1. Sep. 1999 |
| Fachschule der Bundeswehr für Informationstechnik | FSITBw    | Kleinaitingen | Ulrich-Kaserne                | Ausbildungszentrum CIR       | Cyber- und Informationsraum | 1972         |
| Fachschule des Heeres für Bautechnik              | FSHBauT   | Ingolstadt    | Pionierkaserne auf der Schanz | Ausbildungszentrum Pioniere  | Heer                        | Feb. 1972    |
| Fachschule des Heeres für Technik                 | FSHT      | Aachen        | Dr.-Leo-Löwenstein-Kaserne    | Technische Schule des Heeres | Heer                        | 1966         |

## Ehemalige Fachschulen
In der Vergangenheit bestanden unter anderem folgende Fachschulen der Bundeswehr:
| Bezeichnung                                        | Abkürzung            | Standort                       | Liegenschaft                         | Teil von                        | Organisationsbereich     | Aufstellung   | Auflösung     | Bemerkungen |
| -------------------------------------------------- | -------------------- | ------------------------------ | ------------------------------------ | ------------------------------- | ------------------------ | ------------- | ------------- | --- |
| Fachschule der Luftwaffe für Datenverarbeitung     | FSLwDV               | Kleinaitingen                  | Ulrich-Kaserne                       | –                               | Luftwaffe                | 30. Aug. 1985 | 30. Sep. 2000 | |
| Fachschule der Luftwaffe für Elektrotechnik        | FSLwEIT              | Klosterlechfeld-Untermeitingen | Kaserne Lechfeld-Mitte               | –                               | Luftwaffe                | 1. Okt. 1974  | 5. Juli 1978  | |
| Fachschule der Luftwaffe für Elektrotechnik        | FSLwEIT              | Kaufbeuren                     | Fliegerhorst Kaufbeuren              | –                               | Luftwaffe                | 1985          | 1999          | Neuaufstellung |
| Fachschule der Luftwaffe für Maschinentechnik      | FSLwMaschT           | Faßberg                        | Fliegerhorst Faßberg                 | –                               | Luftwaffe                | 1. Okt. 1974  | 31. Aug. 1999 | hieß zunächst Fachschule für Technik der Fachrichtung Maschinenbau; 1981 Fachschule der Luftwaffe für Maschinenbau; ging in der FSLw auf   |
| Fachschule der Luftwaffe für Wirtschaft            | FSLwWi               | Iserlohn                       | Bernhard-Hülsmann-Kaserne            | –                               | Luftwaffe                | 1974          | 31. Aug. 1999 | 1993 Verlegung nach Faßberg; ging in der FSLw auf                                                                                          |
| Fachschule der Marine für Elektrotechnik           | FSMEIT               | Bremerhaven                    | Fachschule Bremerhaven               | –                               | Marine                   | 24. Apr. 1975 | ?             | ging in die Marineortungsschule über |
| Fachschule des Heeres für Bautechnik I Holzminden  | FSHBauT I Holzminden | Holzminden                     | Pionierübungsplatz Holzminden        | Pionierschule                   | Heer                     | Feb. 1972     | 1986          | |
| Fachschule des Heeres für Erziehung und Wirtschaft | FSHErz/Wi            | Darmstadt                      | Starkenburg-Kaserne                  | siehe Bemerkungen               | Heer                     | 1981          | 2000          | Lehrgruppe A Erziehung; Lehrgruppe B und C Wirtschaft; 1975–1981 „Kampftruppenschule 2 und Fachschule des Heeres für Erziehung“ in Munster |
| Logistische Fachschule der Luftwaffe               | LogFSBw              | Erding                         | Fliegerhorst Erding                  | –                               | Luftwaffe                | 1. Apr. 1976  | 1994          | |
| Fachschule Rettungsdienst Berlin                   | FS RettDst Berlin    | Berlin                         | Julius-Leber-Kaserne                 | Sanitätsakademie der Bundeswehr | Zentraler Sanitätsdienst | 1. Jan. 2006  | 31. Dez. 2015 | |
| Fachschule Rettungsdienst Hamburg                  | FS RettDst Hamburg   | Hamburg                        | Bundeswehrkrankenhaus Hamburg        | Sanitätsakademie der Bundeswehr | Zentraler Sanitätsdienst | 1. Jan. 2006  | 31. Dez. 2014 | |
| Fachschule Rettungsdienst Koblenz                  | FS RettDst Koblenz   | Koblenz                        | Bundeswehrzentralkrankenhaus Koblenz | Sanitätsakademie der Bundeswehr | Zentraler Sanitätsdienst | 1. Jan. 2006  | 31. Dez. 2015 | |
| Fachschule Rettungsdienst München                  | FS RettDst München   | München                        | Ernst-von-Bergmann-Kaserne           | Sanitätsakademie der Bundeswehr | Zentraler Sanitätsdienst | 1. Jan. 2006  | 31. Dez. 2017 | ging in SanAkBw Abt D auf |
| Fachschule Rettungsdienst Ulm                      | FS RettDst Ulm       | Ulm                            | Bundeswehrkrankenhaus Ulm            | Sanitätsakademie der Bundeswehr | Zentraler Sanitätsdienst | 1. Jan. 2006  | 31. Dez. 2014 | |
| Truppendienstliche Fachschule der Luftwaffe        | TrdFSBw              | Iserlohn                       | Bernhard-Hülsmann-Kaserne            | –                               | Luftwaffe                | 1. Jan. 1971  | 30. Juni 1994 | zum 1. August 1990 Verlegung nach Pinneberg in die Eggerstedt-Kaserne                                                                      |